# Ogrodzieniec
Ogrodzieniec je město v jižním Polsku ve Slezském vojvodství v okrese Zawiercie, středisko stejnojmenné městsko-vesnické gminy. Leží jihovýchodo-východně od města Zawiercie. V roce 2024 zde žilo 4 043 obyvatel.

## Historie
První písemná zmínka o městu pochází z roku 1346 a ví se také, že v roce 1241 vyplenili oblast Tataři. Nedaleko, za hranicemi města se nachází ruiny hradu Ogrodzieniec, který je nedílně spojen s historií města. Severně od města se nachází bývalý lom a cementárna.

## Geografie, geologie a příroda
Ogrodzieniec se nachází na hranici mezoregionů Wyżyna Częstochowska (Čenstochovská jura), která patří do vysočiny Wyżyna Krakowsko-Częstochowska (Krakovsko-čenstochovská jura) a Obniżenie Górnej Warty, která patří do vysočiny Wyżyna Woźnicko-Wieluńska. Okrajová část města leží v krajinném parku Park Krajobrazowy Orlich Gniazd. Podobně jako ostatní části Wyżyny Częstochowske, Ogrodzieniec se nalézá ve sprašových půdách (pozůstatku působení zaniklého ledovce v době ledové) a vápencových útvarech (zvětralých pozůstatků zaniklého pravěkého moře).

## Sport a turistika
Město a především jeho východní okolí je žádaným rekreačním, turistickým, cykloturistickým a horolezeckým terénem. Nachází se zde také několik turistických tras a cyklotras, kde mezi nejznámější patří Szlak Warowni Jurajskich. Častým cílem turistických výletů bývá hrad Ogrodzieniec.

## Galerie

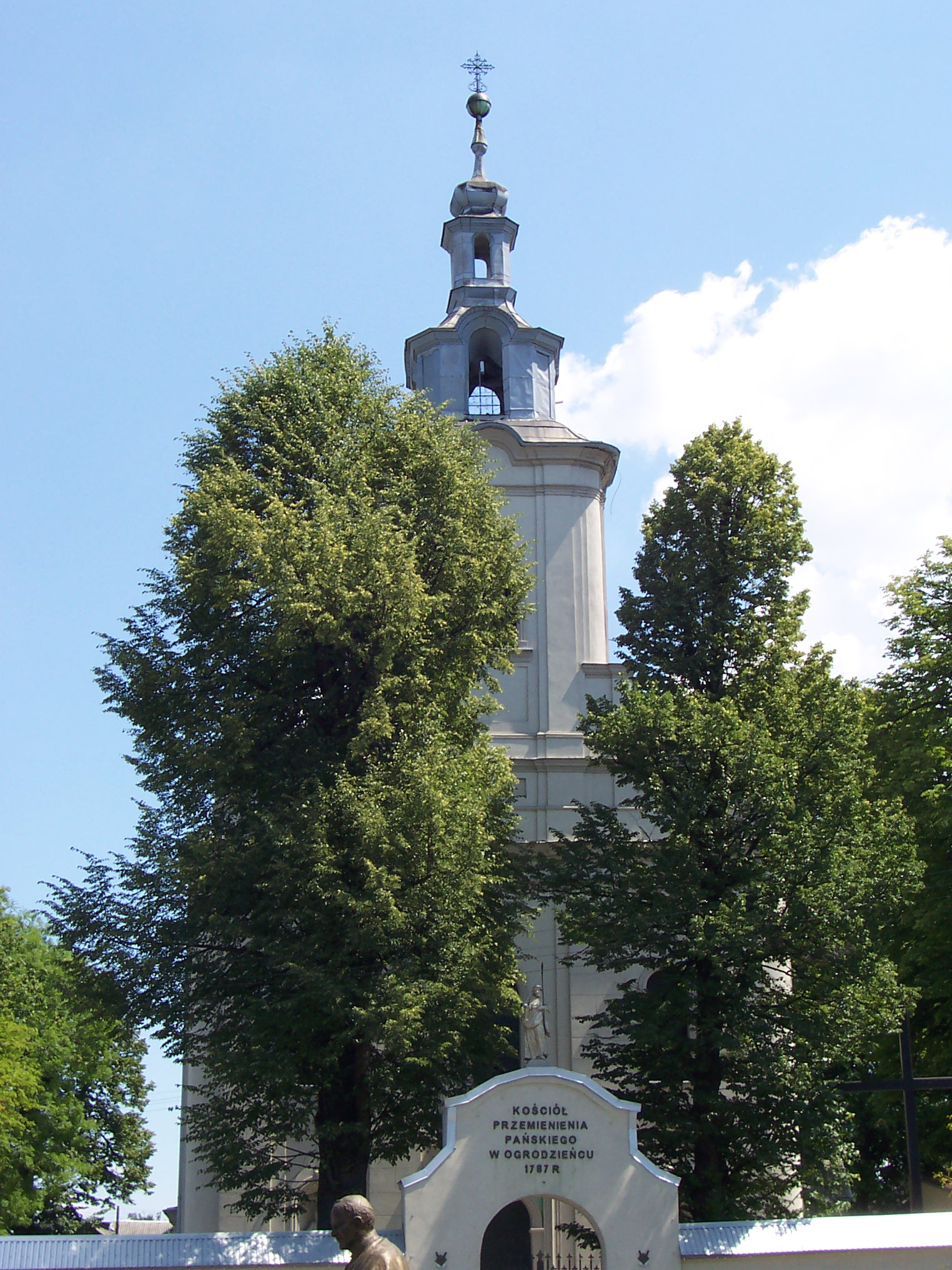
Kostel Proměnění Páně
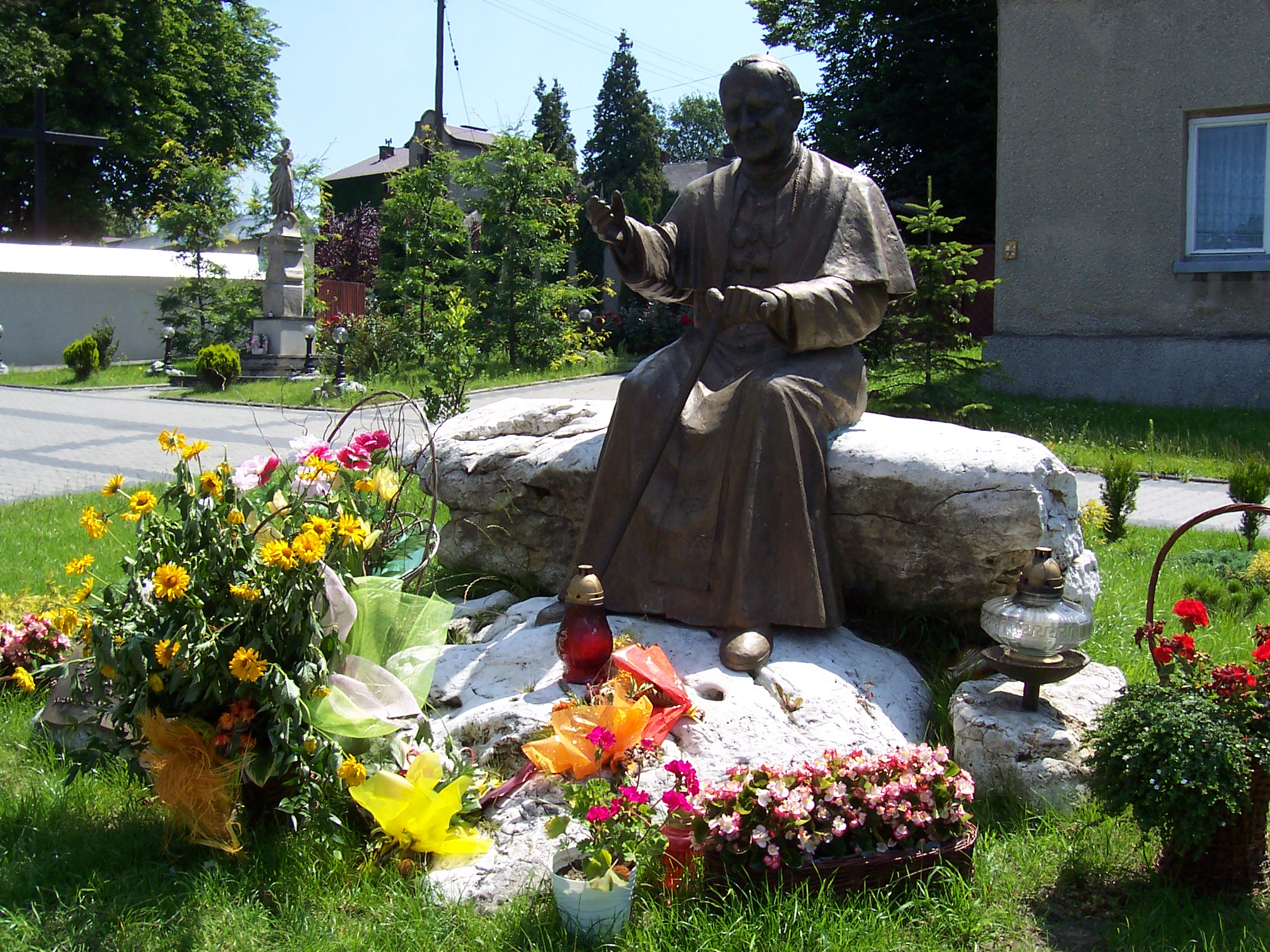
Pomník Jana Pavla II.